# Кларксдейл (Міссурі)
Кларксдейл (англ. Clarksdale) — місто (англ. city) в США, в окрузі Декальб штату Міссурі. Населення — 245 осіб (2020).

## Географія
Кларксдейл розташований за координатами 39°48′50″ пн. ш. 94°33′3″ зх. д. / 39.81389° пн. ш. 94.55083° зх. д. (39.813849, -94.550768).  За даними Бюро перепису населення США в 2010 році місто мало площу 0,84 км², уся площа — суходіл.

## Демографія
Згідно з переписом 2010 року, у місті мешкала 271 особа в 129 домогосподарствах у складі 71 родини. Густота населення становила 323 особи/км².  Було 145 помешкань (173/км²).
Расовий склад населення:
| - 98,9 % — білих - 0,4 % — корінних американців |

До двох чи більше рас належало 0,7 %. Частка іспаномовних становила 1,5 % від усіх жителів.
За віковим діапазоном населення розподілялося таким чином: 18,5 % — особи молодші 18 років, 64,5 % — особи у віці 18—64 років, 17,0 % — особи у віці 65 років та старші. Медіана віку мешканця становила 43,6 року. На 100 осіб жіночої статі у місті припадало 108,5 чоловіків;  на 100 жінок у віці від 18 років та старших — 114,6 чоловіків також старших 18 років.
Середній дохід на одне домашнє господарство  становив 44 147 доларів США (медіана — 40 208), а середній дохід на одну сім'ю — 55 574 долари (медіана — 57 500). Медіана доходів становила 31 250 доларів для чоловіків та 30 417 доларів для жінок. За межею бідності перебувало 14,9 % осіб, у тому числі 18,6 % дітей у віці до 18 років та 19,7 % осіб у віці 65 років та старших.
Цивільне працевлаштоване населення становило 117 осіб. Основні галузі зайнятості: виробництво — 25,6 %, будівництво — 10,3 %, науковці, спеціалісти, менеджери — 9,4 %, фінанси, страхування та нерухомість — 9,4 %.